# Ocean City Nor'easters
El Ocean City Nor'easters es un equipo de fútbol de los Estados Unidos que juega en la USL League Two, la cuarta liga de fútbol más importante del país.

## Historia
Fue fundado en el año 1996 en la ciudad de Ocean City, New Jersey con el nombre South Jersey Barons y han tenido algunos cambios de nombre, los cuales han sido:
- 1996/2005 - New Jersey Barons
- 2005/09 - Ocean City Barons
- 2009/hoy - Ocean City Nor'easters

Se unieron a la USISL como un equipo profesional y jugaban en la división 3 de la liga, en la cual estuvo dos años y logró un título de división en 1997.
En 1999 se unieron a la USL, en la cual llegaron a la final de la liga en 1999 en cuatro temporadas que estuvieron en la tercera categoría hasta que en 2003 decidieron descender un nivel y jugar en la USL Premier Development League (hoy en día USL League Two), donde se convirtieron en uno de los equipos más dominantes de la liga con tres títulos divisionales, aunque no han podido ganar la liga, son de los equipos que compiten por el título.

## Palmarés

### USL
- PDL Eastern Conference: 1

2013
- PDL Mid-Atlantic Division: 2

2012, 2013
- PDL Northeast Division: 1

2004

### USISL
- D-3 Pro League Mid Atlantic Division: 1

1998

## Participación en la US Open Cup
| Año  | Liga   | Ronda | Club                      | Liga del Rival | Resultado |
| ---- | ------ | ----- | ------------------------- | -------------- | --------- |
| 2002 | D3 Pro | 1     | Vereinigung Erzgebirge    | USASA          | 4-0       |
| 2002 | D3 Pro | 2     | Hampton Roads Mariners    | A-League       | 0-1       |
| 2004 | PDL    | 1     | Allied SC                 | USASA          | 5-0       |
| 2004 | PDL    | 2     | Syracuse Salty Dogs       | A-League       | 2-4       |
| 2005 | PDL    | 1     | Greek American AA         | USASA          | 4-0       |
| 2005 | PDL    | 2     | Long Island Rough Riders  | USL-2          | 4-0       |
| 2005 | PDL    | 3     | Richmond Kickers          | A-League       | 4-8       |
| 2007 | PDL    | 1     | Crystal Palace Baltimore  | USL-2          | 1-0       |
| 2007 | PDL    | 2     | Harrisburg City Islanders | USL-2          | 1-2       |
| 2009 | PDL    | 1     | Crystal Palace Baltimore  | USL-2          | 3-0       |
| 2009 | PDL    | 2     | Real Maryland Monarchs    | USL-2          | 1-0 (AET) |
| 2009 | PDL    | 3     | D.C. United               | MLS            | 0-2       |
| 2013 | PDL    | 1     | New York Red Bull U-23's  | NPSL           | 2-0       |
| 2013 | PDL    | 2     | Pittsburgh Riverhounds    | USL Pro        | 1-0       |
| 2013 | PDL    | 3     | Philadelphia Union        | MLS            | 1-2       |

## Estadios
- Estadio de la Mercer County Community College; West Windsor, New Jersey (2003)
- Winslow Stadium; Winslow, New Jersey (2004)
- Carey Stadium; Ocean City, New Jersey (2005–)[3]

## Logros Institucionales
- Organización del año de la USL PDL: 2008
- Premio de Comunicación de la USL PDL: 2008
- Ejecutivo del año de la USL PDL: 2007 (Neil Holloway)
- Inducción al Salón de la Fama de la USL en 2006
- Equipo de mayor progreso en la USL en 2005

## Entrenadores
- Matt Driver (1997–5/3/2002) Récord: 53-38-2[4]
- Sam Maira (5/11/2002–2003) Récord: 16-16-3[5]
- Dan Christian (soccer) (2004) Récord: 14-0-4[5]
- Mike Pellegrino (2007–2008) Récord: 15-8-9[5]
- Neil Holloway (2005–2006, 2009–2011) Récord: 32-17-15[6]
- Tim Oswald (2012–)[7]

## Jugadores

### Jugadores destacados
| - Tyler Bellamy - Tony Donatelli - Jamie Franks - Ryan Heins - Matthew Maher - Matthew Nelson | - J. T. Noone - Ryan Richter - Jeremiah White - Adam Williamson - Ryan Finley - Jeremy Ortiz |